# Lualaba (provins)

Lualabas läge i Kongo-Kinshasa.

Lualaba är en provins i Kongo-Kinshasa, som bildades ur den tidigare provinsen Katanga enligt planer i den nya konstitutionen 2006, genomförda 2015. Huvudstad är Kolwezi och officiellt språk swahili. Provinsen har omkring 1,7 miljoner invånare. Den har fått namn efter Lualabafloden.
Lualaba var en självständig provins också mellan 1963 och 1966, innan den gick upp i först Sud-Katanga och sedan Katanga. Den hörde dessförinnan till utbrytarrepubliken Katanga, se vidare Katangas historia.